# Riga Film Studio
Riga Film Studio (en letton : Rīgas kinostudija) est la plus vieille société de production cinématographique de Lettonie,.

## Historique
L'histoire du cinéma letton commence en 1910. Le premier documentaire des archives cinématographiques lettons est tourné par le cadreur Aleksandrs Stanke, il immortalise la visite de l’empereur Nicolas II de Russie à Riga. 
La chronique Conquête de Riga ("Rīgas ieņemšana" 1917) montre la traversée de Daugava par les troupes allemandes pendant la Première Guerre mondiale ainsi que l'arrivée dans la capitale du roi de Prusse Guillaume II le 7 septembre 1917 et la parade des vainqueurs sur l'esplanade de Riga. Les archives cinématographiques lettons contiennent également les documentaires de cette époque filmés par Édouard Tissé.
La première période d'indépendance de la Lettonie est marquée par la production de plusieurs films comme Es karā aiziedams de Vilis Segliņš (1920), Lāčplēsis d'Aleksandrs Rusteiķis (1930) et Zvejnieka dēls de Vilis Lapenieks (1939). Les documentaires : Mūsu pelēkais dārgakmens (1936), Tēvzemei un brīvībai (1938), Cēsis- Latvijas karoga šūpulis (1939) de Voldemārs Pūce, Brauciens caur ziedošo Zemgali (1937), No I līdz IX Dziesmu svētkiem. Kam drosme ir... (1938) de Vilis Lapenieks. On peut également noter les chroniques des nouveautés cinématographiques Latvijas filmu hronika (1921- 1933), Latvijas skaņu hronika (1933-1940).
En 1940, à la suite de la fusion de plusieurs compagnies de production privées, on a fondé Rīgas Mākslas filmu studija [studio du film de fiction]. Le film Kaugurieši sera sa première production (1941). En 1948, en fusionnant avec Kinohronikas studija (studio du film documentaire), elle deviendra Rīgas Mākslas un hronikālo filmu studija [Studio de la fiction et de la chronique de Riga] (1948—1959). Ses bureaux se trouvaient rue Skolas et les pavillons de tournage étaient dispersés un peu partout dans la capitale : dans le bâtiment qui accueille actuellement le Nouveau théâtre de Riga, au numéro 25 rue Lāčplēša, dans la salle de cinéma Pionieris, dans la maison de la Culture Ziemeļblāzma à  Vecmīlgrāvis, dans la Philharmonie de Riga rue Zirgu.
Pendant la Seconde Guerre mondiale, sous le gouvernement de Reichskommissariat Ostland, l'entreprise fut gérée par Ostland Film G. m.b. H., on y tournait les films de propagande comme Sarkanā migla (Konstantīns Tumilis, 1942), Tavas rokas (Ansis Tipāns, 1943) ou les séries de chroniques hebdomadaires à visée idéologique Europe Woche et Ausland Woche. 
Sous occupation soviétique la société a été nationalisée.
En 1958, la société a été renommée en Riga Film Studio. Le site du Riga Film Studio indique toutefois 1948 comme l'année de sa fondation. Depuis 1961, ses locaux se trouvent au numéro 3, rue Šmerļa à Riga. La société compte à son actif plus de 180 films dont quelques-uns comme le Marécage (Purva bridējs 1966), La montre du capitaine Enrico (Kapteiņa Enriko pulkstenis 1967), Serviteurs du diable (Vella kalpi 1970) font partie du fonds culturel letton dit "Fonds d'Or" (Zelta fonds).
En 1965, on y a ouvert le studio d'acteur populaire ("Tautas kinoaktieru studija") qui préparait ses élèves aux concours des écoles professionnelles. Il s'y trouvait également le club des jeunes cinématographistes et le studio des cascadeurs. 
Parmi les réalisateurs qui y travaillaient on peut citer Pēteris Krilovs, Varis Krūmiņš, Aleksandrs Leimanis, Dzidra Ritenberga, Ansis Epners, Leonīds Leimanis, Pāvels Armands, Laimons Gaigals, Ivars Seleckis, Juris Podnieks, Laima Žurgina, Biruta Veldre, Andris Rozenbergs, Aloizs Brenčs, Jānis Streičs, Ada Neretniece, Varis Brasla, Gunārs Cilinskis, Aivars Freimanis, Rihards Pīks, Gunārs Piesis, Rolands Kalniņš, les cadreurs Gunārs Bandēns, Valdis Kroģis, Gvido Skulte, Oļegs Kotovičs.
Dans les années 1970-1980, on y tournait en moyenne 15 films par an.
Depuis le mois d'avril 1990, l'entreprise s'organise en plusieurs unités : "studio AL KO", le studio du film policier "Dekrim", le studio "Trīs", le studio du film d'animation "Dauka", le studio du film documentaire "Rīgas dokumentālo filmu studiju". Les cinq studios partagent la même base technique et les pavillons de tournage. La société est privatisée en 1997, l’État détenant 31,1 % d'actions. La cadence des tournages a considérablement ralenti. Les locaux et le matériel sont loués aux équipes de tournage d'autres pays. Les spécialistes assurent également les consultations techniques.
En 2010, on a ajouté au complexe de tournage de Riga Film Studio la cité Cinevilla située près de Tukums.

## Directeurs
- 1940-1944 : Alberts Jekste
- 1944-1945 : Augusts Aure-Pavluss
- 1945-1947 : Nikolajs Kiva
- 1947-1948 : Igors Čerņaks
- 1948-1964 : Pāvels Jankovskis
- 1964-1968 : Frīdens Koroļkēvičs
- 1968-1987 : Heinrihs Lepeško
- 1987-1990 : Rihards Pīks

## Films notables
| Année | Titre francais                                          | titre original                   | Réalisateur         |
| ----- | ------------------------------------------------------- | -------------------------------- | ------------------- |
| 1970  | The Devil's Servants                                    | Vella kalpi                      | Aleksandrs Leimanis |
| 1971  | In the Shadow of Death                                  | Nāves ēnā                        | Gunārs Piesis       |
| 1972  | Brick Kiln                                              | Ceplis                           | Rolands Kalniņš     |
| 1972  | The Devil's Servants at the Devil's Mill                | Vella kalpi vella dzirnavās      | Aleksandrs Leimanis |
| 1973  | Blow, Wind                                              | Pūt, vējiņi                      | Gunārs Piesis       |
| 1975  | My Frivolous Friend                                     | Mans draugs – nenopietns cilvēks | Jānis Streičs       |
| 1978  | Ten Minutes Older                                       | Par desmit minūtēm vecāks        | Herz Frank          |
| 1981  | Limousine dans les couleurs de la nuit de la Saint-Jean | Limuzīns Jāņu nakts krāsā        | Jānis Streičs       |
| 1984  | Soloist Needed                                          | Vajadzīga soliste                | Genādijs Zemels     |
| 1985  | Littlefinger                                            | Sprīdītis                        | Gunārs Piesis       |
| 1985  | Les Farces d'Emil                                       | Emīla nedarbi                    | Varis Brasla        |
| 1986  | Double Trap                                             | Dubultslazds                     | Aloizs Brenčs       |
| 1997  | The Mills of Fate                                       | Likteņdzirnas                    | Jānis Streičs       |
| 2000  | The Mystery of the Old Parish House                     | Vecās pagastmājas mistērija      | Jānis Streičs       |